# Gerontofili
| Gerontofili |
| --- |
| - Betydelse – sexuell dragning till en äldre person - Bakgrund – myntat 1886 (Richard von Krafft-Ebing, i Psycopathia Sexualis) - Relaterade begrepp – andra kronofilier (pedofili, hebefili, efebofili, teleiofili) |

Gerontofili är en sexuell dragning till äldre eller åldriga personer. Det är en typ av kronofili, det vill säga en sexuell attraktion baserad på någons ålder.
Inom pornografisk film förekommer begreppet GILF, vilket står för "granny/grandma/grandmother I'd like to fuck" ('farmor/mormor som jag vill knulla'). Det kan jämföras med MILF, som tar sin utgångspunkt från medelålders kvinnor alternativt kvinnor som är eller kan vara mödrar.
Begreppet gerontofili myntades av den österriske psykiatern Richard von Krafft-Ebing, i hans klassiska bok från 1886 – Psycopathia Sexualis. Hans beskrivning av denna parafili var kort och gott "kärleken till äldre personer". I boken ger Krafft-Ebing exemplet med en 29-årig man som uppenbarligen tyckte sex med "äldre kvinnor" njutningsfullt, efter att han som tonåring blivit förförd av en sådan kvinna.
Vilken ålder som motsvarar "äldre kvinnor" (alternativt "äldre män") är inte alltid tydligt. Den brittiska psykiatern Hadrian Ball beskrev 2005 en något tydligare avgränsning av begreppet, och den amerikanske sexologen John Money definierade 1981 gerontofili som när någon för sin upphetsning, i sin fantasi eller i verkligheten, behöver en mycket äldre partner. Ball ansåg att 60 års ålder kunde vara en rimlig "tröskel" för definitionen av 'äldre'. Detta placerar gerontofilin på andra sidan om fenomenet med sexuellt aktiva medelålders kvinnor som ibland benämns "pumor" (engelska: cougar), eller medelålders män som på engelska kan beskrivas som silver foxes (för deras vitnande tinningar och hår).